# 官渡站
官渡站是襄渝铁路上的铁路车站，位于四川省达州市万源市官渡镇，于1973年投入使用。距襄阳站510公里，重庆站389公里。车站设有4条股道，站场北侧为后河4号特大桥。车站隶属于西安铁路局安康车务段的四等车站，客运每日有慢车停靠，货运办理整车普通货物，设有通往陕西国铁物流和陕西铁路石油物资有限公司的专用线。其中陕西国铁物流专用线为镇巴县和官渡当地企业服务，1983年6月开通，10月20日建成，内设2条货物线:384,388,396。